# Мананникова, Людмила Борисовна
Людмила Борисовна Мананникова (5 мая 1949, Гурьев, Казахская ССР - 24 ноября 2021, Алматы) — советский и казахстанский журналист и прозаик, автор ряда очерков о современной литературе Казахстана. Журналист, работает в печати более 30 лет.
После окончания механико-математического факультета Казахского государственного университета имени С. М. Кирова (1971) работала по распределению учителем математики и физики в школе села Жанашар Енбекшиказахского района Алматинской области (1971—1973), училась в аспирантуре на кафедре высшей геометрии КазГУ (1973—1975).
С 1975 года — редактор отдела республиканской молодёжной газеты «Ленинская смена», собственный корреспондент газеты по Кустанайской, Тургайской, Павлодарской, Целиноградской областям.
С 1986 года — редактор отдела Алматинской областной газеты «Огни Алатау».
С 2005 г. — сотрудник газеты «Труд-Казахстан».
С 2007 г. — главный редактор журнала «Учитель Алматы».
Автор более 10 книг.
- Лауреат премии акима Алматинской области и Союза журналистов Казахстана.
- Лауреат конкурса журналистов Алматинской области, посвящённого 10-летию независимости Казахстана.
- Лауреат Первого Республиканского конкурса Казахстана «Друг детства».